# Улица XII војвођанске ударне бригаде (Сомбор)
| Улица XII војвођанске ударне бригаде | Улица XII војвођанске ударне бригаде                                                           |
| ------------------------------------ | ---------------------------------------------------------------------------------------------- |
|                                      |                                                                                                |
| Почетак                              | Раскрсница Улице Тозе Марковића, Венца војводе Петра Бојовића и Венца војводе Радомира Путника |
| Крај                                 | Улица Моношторска и Безданскаи пут                                                             |
| Дужина                               | 2500 m                                                                                         |
| Ширина                               | 25 до 40 m                                                                                     |
| Створена                             |                                                                                                |
| Названа                              |                                                                                                |
| Стари називи                         | Бездански пут, Улица Георгија Бранковића                                                       |
|                                      |                                                                                                |
|                                      |                                                                                                |
| Поглед на улицу                      |                                                                                                |

Улица XII војвођанске ударне бригаде је једна од старијих градских улица Сомбору, седишту Западнобачког управног округа. Протеже се правцем који повезује раскрсницу са улицама Тозе Марковића, Венца војводе Петра Бојовића и Венца војводе Радомира Путника и улице Моношторску и Бездански пут. Дужина улице је око 2500 м. 

## Име улице
Улица се у прошлости звала Бездански пут. После Првог светског рата улица је назваан по патријарху Георгију Бранковићу. Од половине седамдесетих година 20. века улица носи назив Улица XII војвођанске ударне бригаде.

## Историјат
Улица XII војвођанске ударне бригаде некада Безданска, протезала се кроз предграђе Сомбора Горња варош, од угла два венца па до излаза из града, ка реци Мостонги. Како је Бездански пут растао тако се и улица продужила скроз до железничке пруге, код станице Стрилић. Улица је била међу првим поплочаним улицама у Сомбору, још 1875. године, а асвалтирана половином шездесетих година 20. века. Данас у улици преовлађују бођоши који су засађени 1903. године. Пре њих улица је озељенавана дудовима, а касније платанима.

## Суседне улице
- Улица Тозе Марковића
- Венац војводе Петра Бојовића
- Венац војводе Радомира Путника
- Улица Петра Драпшина
- Улица Владе Ћетковића
- Улица Нике Максимовића
- Славујев венац
- Улица Батинска
- Улица Стеријина
- Улица Милутина Бојића
- Улица Душана мудрака
- Улица Матије Гупца
- Улица Томе Роксандића
- Улица Солунских бораца
- Улица Станка Пауновића
- Улица Слободана Бајића
- Улица Мите Ценића
- Улица Шикарски пут
- Улица Мајора Илића Бајке
- Улица Јурија Гагарина
- Улица Моношторски пут
- Улиза Бездански пут

## Улицом XII војвођанске ударне бригаде
Улица XII војвођанске ударне бригаде је улица у којој се налази велики број продајних објеката, фирми и предузећа, угоститељских објеката али је пре свега насељена улица са једноспратним, двоспратним кућама, стамбеним зградама.

### Значајне институције у Улици XII војвођанске ударне бригаде[2]
- Адвокатска канцеларија, на броју 16
- Comex IT инфраструктура и видео надзор, на броју 17
- Кафана Верона M, на броју 17
- Дечији вртић "Врапчић", на броју 18
- Дечији вртић "Сулавер", на броју 20
- Сервис и делови за бицикле Палермо плус, на броју 27
- Ореада декорације, на броју 38
- Месна заједница Горња Варош, на броју 57
- Пост Еxпрес курирски сервис Поште Србије, на броју 57
- Пошта Сомбор 4, на броју 57
- Trestelle туристичка организација, на броју 89
- Одгајивачница булдога Blood Line of Molossia, на броју 92
- Апотека Златни лав, огранак Горња Варош, на броју 107
- Пекара Три брата, на броју 109
- Cafe Olimp, на броју 121
- Гостиона Кућерак код стрике, на самом крају улице пре скретања на Моношторски пут